# Liste der Biografien/Rs
Liste der Biografien |
Portal Biografien |
Personensuche
# |
A |
B |
C |
D |
E |
F |
G |
H |
I |
J |
K |
L |
M |
N |
O |
P |
Q |
R |
S |
T |
U |
V |
W |
X |
Y |
Z |
?
 
Ra |
Rb |
Rd |
Re |
Rh |
Ri |
Rj |
Rk |
Rl |
Rm |
Rn |
Ro |
Rr |
Rs |
Rt |
Ru |
Rv |
Rw |
Rx |
Ry |
Rz
Die Liste der Biografien führt alle Personen auf, die in der deutschsprachigen Wikipedia einen Artikel haben. Dieses ist eine Teilliste mit 6 Einträgen von Personen, deren Namen mit den Buchstaben „Rs“ beginnt.

## Rs

### Rsc
- Rschaksynskyj, Wiktor (* 1967), sowjetischer bzw. ukrainischer Radrennfahrer
- Rschanow, Anatoli Wassiljewitsch (1920–2000), russischer Physiker und Hochschullehrer
- Rschepezkyj, Anton (1868–1932), ukrainischer Politiker
- Rschewskaja, Antonina Leonardowna (1861–1934), russische bzw. sowjetische Genremalerin
- Rschewskaja, Jelena Moissejewna (1919–2017), sowjetisch-russische Schriftstellerin
- Rschischtschin, Semjon Iwanowitsch (1933–1986), sowjetischer Hindernisläufer